# NGC 661
NGC 661 (другие обозначения — UGC 1215, MCG 5-5-5, ZWG 503.14, PGC 6376) — эллиптическая галактика (E) в созвездии Треугольник.
Этот объект входит в число перечисленных в оригинальной редакции «Нового общего каталога»
NGC 661 является «безликой» галактикой и имеет небольшие изменения эллиптического профиля при 0.3 r e.
Галактика NGC 661 входит в состав группы галактик NGC 661. Помимо NGC 661 в группу также входят NGC 670, NGC 684 и IC 1731.